# Runaway Mountain (Six Flags Over Texas)
Runaway Mountain sont des montagnes russes en métal situées dans le parc Six Flags Over Texas à Arlington au Texas. C'est un parcours de montagnes russes assises enfermées à l'intérieur d'une fausse montagne de 20 mètres de haut. Le parcours se fait dans le noir.